# 程瑤田
程 瑤田（てい ようでん、1725年 - 1814年）は、中国清代の儒学者。字は易田、または易疇。号は譲堂。徽州府歙県の人。

## 略伝
江永や戴震を師とし、漢学と宋学をかねて研究する。乾隆35年（1770年）に挙人となり、嘉定県の教諭を拝命する。
篆刻と詩作を得意とする。清代の詩人の劉大櫆はその詩を「五言は陶淵明に学んで力あり、最も高妙。七言は古楽府に倣い、律詩は宋人の作を好む。絶句は江西詩派の域に迫り、黄庭堅に近い」と評した。また清代画家・文人の史震林がその詩を「清高絶俗。仙と比すべし」とも評している。友人の王念孫は程瑤田の生涯について「身を立てるに醇なること、学問に努め持論が精緻なること、所見のすぐれていることは、比類を絶している」とまとめている。

## 著作
- 『禹貢三江考』
- 『儀禮喪服文足徴記』
- 『九穀考』
- 『宗法小記』
- 『解字小記』
- 『釈宮小記』
- 『釈草釈蟲小記』
- 『考工創物小記』